# Zamachy w Gwinei Bissau (2009)

Położenie Gwinei Bissau na mapie Afryki.

Zamachy w Gwinei Bissau (2009) – seria dwóch zamachów wojskowych w Bissau w dniu 1 i 2 marca 2009, w których zginęli prezydent Gwinei Bissau João Bernardo Vieira oraz szef sztabu sił zbrojnych generał Batista Tagme Na Wai.
1 marca 2009 nieznani sprawcy przeprowadzili zamach bombowy na siedzibę sił zbrojnych, w wyniku którego zginął szef sztabu Batista Tagme Na Wai. Następnego dnia, w odwecie za tę śmierć, zbuntowani żołnierze dokonali zamachu na posiadłość prezydenta Vieiry, w czasie którego poniósł on śmierć.

## Geneza konfliktu
Gwinea Bissau, w ciągu swej krótkiej historii od czasu uzyskania niepodległości w 1974, wielokrotnie doświadczała zamachów i przewrotów wojskowych. Żaden z jej przywódców czy prezydentów nie zakończył sprawowania władzy w sposób pokojowy, zgodny z konstytucją. Prezydent Vieira również doszedł do władzy na skutek zamachu stanu w 1980 i został jej pozbawiony w taki sam sposób w 1999.
Przyczyną zamachów z marca 2009 był narastający konflikt o władzę między prezydentem Vieirą a szefem sztabu sił zbrojnych generałem Batistą Tagme Na Wai. Sięgał on korzeniami początków lat 80. XX w., kiedy to Vieira oskarżył Tagme Na Waia o spiskowanie i zesłał go na kilka lat na jedną z niezamieszkanych wysp u wybrzeży Gwinei Bissau. Po powrocie do Bissau, Tagme Na Wai brał udział w zamachu stanu przeciw rządom Vieiry w latach 1998-1999. Dodatkowym czynnikiem, pogarszającym wzajemne relacje było odmienne pochodzenie etniczne, prezydent Vieira należał bowiem do grupy etnicznej Papel, a generał Na Wai do grupy Balanta.
Konflikt między Vieirą i generałem przybrał na sile jesienią 2008. W listopadzie 2008 doszło w Bissau do ataku zbrojnego na posiadłość prezydenta Vieiry. Prezydent zdołał jednak opuścić swoją rezydencję, a zamachowcy zostali powstrzymani przez straże. Prezydent podejrzewał, że za próbą zamachu stali wojskowi związani z generałem Tagme Na Waiem. Po tym wydarzeniu Vieira powołał 400-osobową straż prywatną w celu zapewnienia sobie skuteczniejszej ochrony. W styczniu 2009 generał oskarżył te siły o próbę zamachu na jego życie, po tym jak otworzono ogień w stronę jego samochodu. Członkowie prywatnej straży zaprzeczyli próbie zamachu, niemniej jednak dowództwo sił zbrojnych nakazało rozwiązanie prywatnej ochrony prezydenta.

## Zamach na szefa sztabu armii – 1 marca 2009
1 marca 2009 nieznani sprawcy dokonali zamachu na siedzibę sił zbrojnych w Bissau. W wyniku zawalenia się części budynku śmierć poniósł generał Batista Tagne Na Wai. Według świadków, kwatera armii została zbombardowana przy użyciu granatników przeciwpancernych. Według współpracowników zabitego generała, zamachowcy zdetonowali bombę umieszczoną w klatce schodowej, prowadzącej do jego biura. Zamach mógł być wynikiem rywalizacji dwóch frakcji wojskowych.
W tym samym dniu zaraz po zamachu, wojsko przejęło kontrolę nad dwiema stacjami radiowymi, wstrzymując audycję ich programów. Również państwowa telewizja zaprzestała swojej emisji. Rzecznik sił zbrojnych zapowiedział pościg za zamachowcami i pomszczenie śmierci generała.

## Zamach na prezydenta Vieirę – 2 marca 2009

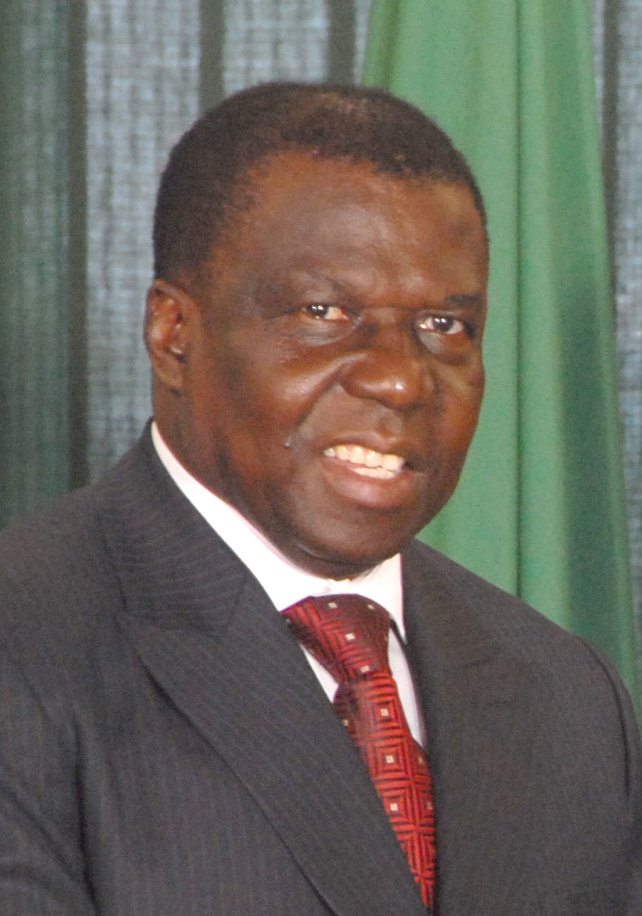
Prezydent João Bernardo Vieira, zabity w zamachu 2 marca 2009.

2 marca 2009 około godziny 4. rano żołnierze związani z zabitym szefem sztabu dokonali zamachu na prywatną posiadłość prezydenta João Bernardo Vieiry, położoną niedaleko pałacu prezydenckiego. Atak był odwetem za zamach z dnia poprzedniego, za organizację którego podejrzewali prezydenta Vieirę. Według świadków żołnierze zbombardowali dom prezydenta, co spowodowało jego zniszczenie i zawalenie się dachu. Krótko po zamachu, w oficjalnym komunikacie rzecznik sił zbrojnych oświadczył, że prezydent został zabity przez armię, kiedy próbował uciekać z domu, otoczonego przez wojsko związane z szefem sztabu Tagme Na Waiem. Oskarżył go również odpowiedzialnością za zamach na siedzibę armii.
Według reportera jednej z prywatnych stacji radiowych, który był na miejscu zbrodni i rozmawiał z żołnierzami, dom prezydenta został znacząco zniszczony w wyniku ostrzału, jednak sam prezydent przeżył zamach. Według relacji jednego z żołnierzy, wojskowi odszukali prezydenta w zgliszczach domu i zapytali czy jest odpowiedzialny za zamach na generała Tagme Na Waia. Gdy ten potwierdził to, został przez nich zastrzelony.
Według relacji pisarza Fredericka Forsytha, który przebywał w pobliskim hotelu w Bissau i był świadkiem części wydarzeń, zamachowcy wysadzili dom prezydenta, co poskutkowało zawaleniem się dachu. Prezydent jednak przeżył i w czasie próby wydostania się ze zgliszcz został schwytany przez żołnierzy i dotkliwie ostrzelany lecz nie zabity. Następnie został zaciągnięty do domu jego teściowej i tam zabity maczetami.
Według relacji lekarza, który dokonywał oględzin ciała prezydenta, Vieira przed śmiercią został brutalnie pobity, a następnie zmarł na skutek licznych strzałów w gardło i głowę. W jadalni, w której Viera został zabity, znaleziono później łuski po nabojach oraz zakrwawione maczety.

## Następstwa zamachów
Rzecznik armii komandor Zamora Induta, który oficjalnie poinformował o śmierci prezydenta, ogłosił równocześnie, że w kraju nie doszło do żadnego zamachu stanu. Zaprzeczył również wcześniejszym słowom, że atak był zemstą i odwetem za zamach na szefa sztabu. Poinformował, że armia nie zamierza przejmować władzy i respektuje porządek konstytucyjny.
Rząd ogłosił 7-dniową żałobę narodową w celu uczczenia pamięci prezydenta Vieiry i generała Tagme Na Waia oraz powołał specjalną komisję w celu wyjaśnienia okoliczności zamachów. Zapowiedział również ukaranie odpowiedzialnych za ich przeprowadzenie.
Zgodnie z konstytucją funkcja pełniącego obowiązki szefa państwa przypadła przewodniczącemu parlamentu Raimundo Pereirze. 3 marca 2009 Pereira został oficjalnie zaprzysiężony na stanowisku szefa państwa i zobowiązał się do zorganizowania wyborów prezydenckich w ciągu przepisowych 60 dni. Zaapelował również do społeczności międzynarodowej o pomoc w celu stabilizacji kraju.

## Reakcja międzynarodowa
- Unia Afrykańska – UA potępiła zamachy, nazywając je "tchórzliwymi i odrażającymi atakami"[16]. Nie zawiesiła Gwinei Bissau w członkostwie, gdyż uznała zamachy za akt przestępstwa, a nie zamach stanu.
- ECOWAS – Mohamed Ibn Chambas, przewodniczący ECOWAS, stwierdził, że zamach "nie jest tylko zabójstwem prezydenta i szefa sztabu lecz jest również zabójstwem demokracji". ECOWAS 3 marca 2009 zwołała specjalny szczyt w Bissau w celu przedyskutowania zaistniałych wydarzeń oraz powołała własną komisję badawczą z zadaniem pomocy władzom Gwinei Bissau przy przeprowadzeniu dochodzenia[17].
- ONZ – sekretarz generalny ONZ Ban Ki-moon ostro potępił zamachy i wezwał władze Gwinei Bissau "do zachowania porządku konstytucyjnego i respektowania zasad prawa". Również Rada Bezpieczeństwa ONZ "sprzeciwiła się jakiejkolwiek próbie zmiany rządu w sposób niekonstytucyjny"[18].
- Unia Europejska,  Wspólnota Państw Portugalskojęzycznych,  Stany Zjednoczone i  Portugalia – ostro potępiły zamachy i zaapelowały do władz o zachowanie porządku konstytucyjnego[19].